# Lucy Eaton Smith
Lucy Eaton Smith (Nueva York, 1845 - 1894) fue una religiosa católica estadounidense, conversa del episcopalianismo y fundadora de la Congregación de Santa Catalina de Ricci.

## Biografía
Lucy Eaton Smith nació en Nueva York, en 1845, en el seno de una familia burguesa acomodada y episcopal. De joven se entregó a la vida social de la élite neoyorquina. Su casa se encontraba al lado de la iglesia católica de San Vicente de Paúl en Manhattan y todos los días escuchaba la música sacra que provenía de este templo. Esto fue una motivación para darse a conocer mejor la fe católica. Decidió asistir a la Eucaristía y conoció al sacerdote Alfred Young, él mismo un converso y un paulista especializado en música litúrgica. El 18 de diciembre de 1865, fue recibida en la Iglesia católica en la iglesia de San Pablo Apóstol de Manhattan.
En uno de sus muchos viajes a Europa Smith conoció a la Orden de Predicadores y la vida de la mística dominica Catalina de Ricci, por lo cual decidió tomar por director espiritual a un sacerdote dominico y hacerse terciaria. Al regresar a Nueva York, se puso en contacto con el obispo Francis McNeirny, de la diócesis de Albany, con el deseo de dar inicio a una nueva congregación religiosa femenina dedicada a realizar retiros espirituales de conversión para mujeres. Es así como nace la Congregación de Santa Catalina de Ricci en 1880. Smith fue nombrada primera superiora general del instituto. A causa de su mal estado de salud, Smith murió en 1894.